# Quand les feuilles tombent
Quand les feuilles tombent è un cortometraggio muto del 1912 diretto da Louis Feuillade.

## Produzione
Il film - un cortometraggio di una bobina - fu prodotto dalla Société des Etablissements L. Gaumont.

## Distribuzione
Il film uscì nelle sale cinematografiche francesi 12 gennaio 1912.